# Peuceptyelus coriaceus
Peuceptyelus coriaceus är en insektsart som först beskrevs av Fallen 1826.  Peuceptyelus coriaceus ingår i släktet Peuceptyelus och familjen spottstritar. Arten har ej påträffats i Sverige. Inga underarter finns listade i Catalogue of Life.